# Thomas Koorilos Chakkalapadickal
Thomas Koorilos Chakkalapadickal (sinh 1958) là một giám mục người Ấn Độ của Giáo hội Công giáo Syro-Malankars, trực thuộc Giáo hội Công giáo Rôma. Ông hiện đảm nhận vị trí Tổng giám mục chính tòa Tổng giáo phận Tiruvalla, nghi lễ Syro-Malankars và Tổng Thư kí Hội đồng Giáo hội Syro-Malankars.

## Tiểu sử
Tổng giám mục Thomas Koorilos Chakkalapadickal sinh ngày 19 tháng 10 năm 1958 tại Kaddapra Mannar, thuộc Ấn Độ. Sau quá trình tu học dài hạn tại các cơ sở chủng viện theo quy định của Giáo luật, ngày 30 tháng 12 năm 1985, ở tuổi 27, Phó tế Chakkalapadickal được truyền chức linh mục, trở thành thành viên của linh mục đoàn Giáo phận Tiruvalla.
Mười một năm sau khi được truyền chức linh mục, ngày 9 tháng 5 năm 1997, tin tức từ Tòa Thánh loan báo việc Giáo hoàng đã quyết định tuyển chọn Thomas Koorilos Chakkalapadickal làm Giám mục Phụ tá Giáo phận Tiruvalla, với hiệu tòa Tigisi in Mauretania. Lễ tấn phong cho vị giám mục tân cử được gấp rút tiến hành, với nghi lễ do ba giáo sĩ cử hành vào ngày 17 tháng 7 năm 1997. Chủ phong cho vị tân chức là Giám mục chính tòa Tiruvalla nghi lễ Syro-Malabar Geevarghese Timotheos Chundevalel. Hai giám mục phụ phong gồm Giám mục Geevarghese Divannasios Ottathengil, chính tòa Giáo phận Battery (Bathery), nghi lễ Syro-Malabar và Giám mục Kuriakose Kunnacherry từ Giáo phận Kottayam, nghi lễ Syro-Malabar.
Gần bốn năm phục vụ tại Trivalla với tư cách là Giám mục Phụ tá, ngày 15 tháng 1 năm 2003, với thông báo từ Tòa Thánh, ông được điều chuyển làm Giám mục Giáo phận Muvattupuzha, nghi lễ Syro-Malankars.
Bốn năm tại giáo phận Muvattupuzha lập tức chấm dứt với sứ vụ được giao cho Giám mục Chakkalapadickal bằng quyết định của Tòa Thánh ấn kí ngày 26 tháng 3 năm 2007, qua đó quyết định thăng ông lên làm Tổng giám mục chính tòa Tổng giáo phận Tiruvalla, nâng cấp từ giáo phận Tiruvalla. Tân Tổng giám mục đã đến nhận nhiệm sở mới vào ngày 2 tháng 5 cùng năm. Năm 2013, các giám mục của Giáo hội Công giáo nghi lễ Syro-Malankars nhất trí chọn Tổng giám mục Chakkalapadickal làm Tổng Thư kí Hội đồng Giáo hội nghi lễ Syro-Malankars.